# Molécula

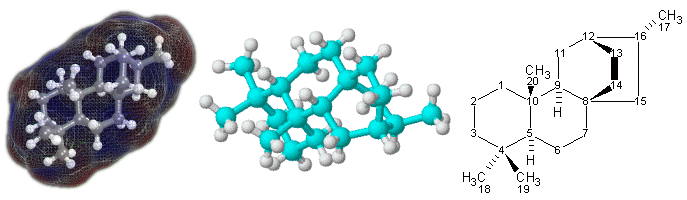
Representações 3D (esquerda e central) e 2D (direita) da molécula terpenóide atisane

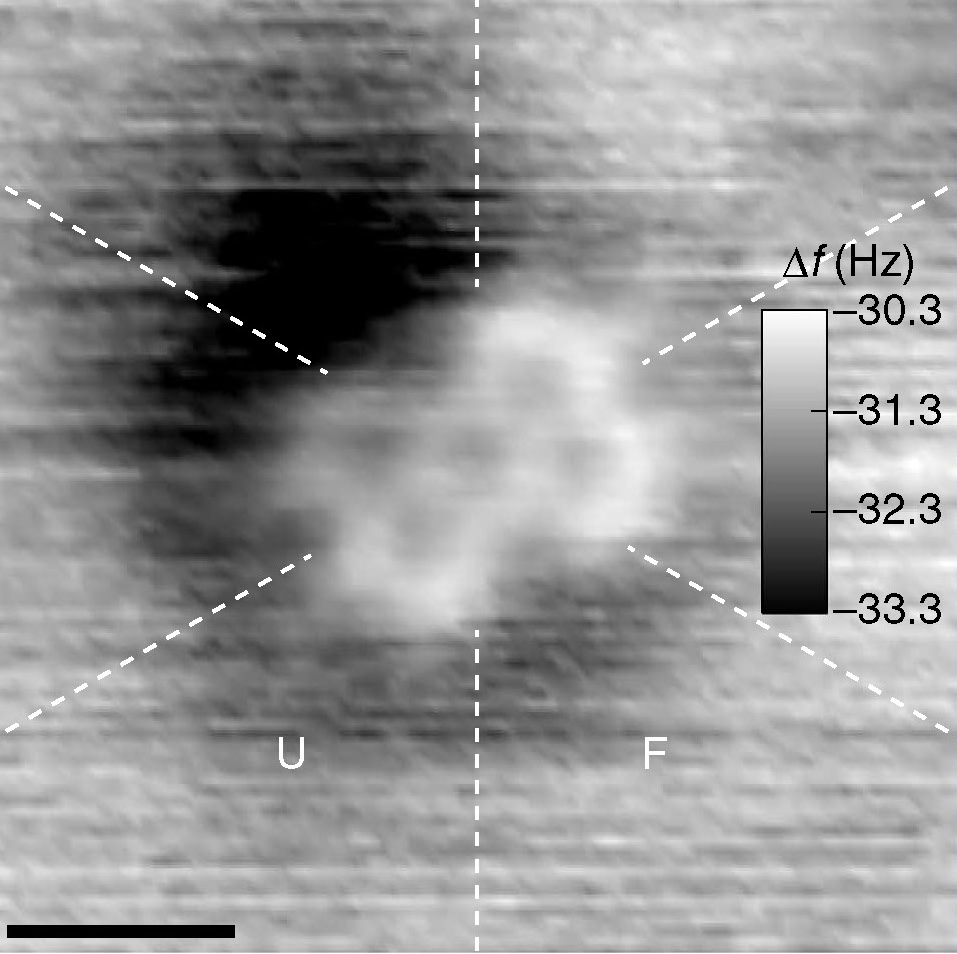
Imagem de microscopia de força atômica (AFM) duma molécula PTCDA, na qual os cinco anéis de seis carbonos são visíveis.

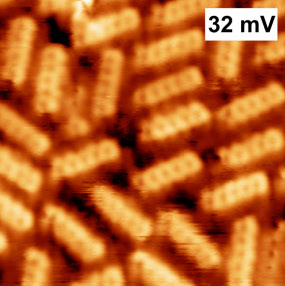
Uma imagem de microscopia de corrente de tunelamento de moléculas de pentaceno, que consistem em cadeias lineares de cinco anéis de carbono.

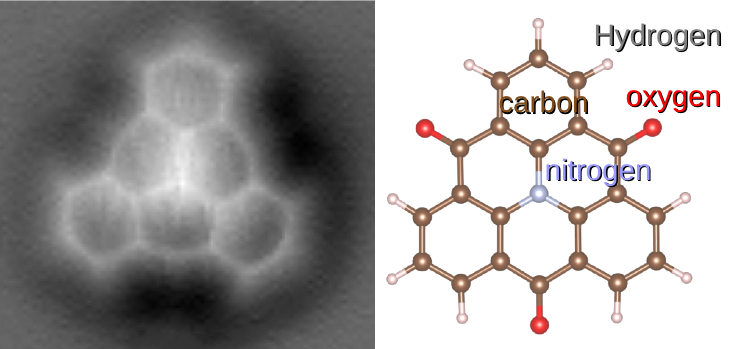
Imagem AFM de 1,5,9-trioxo-13-azatrianguleno e a sua estrutura química.

Uma molécula é um grupo eletricamente neutro que possui pelo menos dois átomos, todos ligados entre si mediante uma ligação covalente. O grupo possui dois ou mais átomos que são mantidos juntos por forças de atração conhecidas como ligações químicas; dependendo do contexto, o termo pode ou não incluir iões que satisfaçam este critério.    Na física quântica, química orgânica e bioquímica, a distinção de iões é excluída e normalmente utiliza-se a molécula é frequentemente quando se refere a íões poliatómicos.
Uma molécula pode ser homonuclear, ou seja, composta por átomos dum elemento químico, por exemplo, dois átomos na molécula de oxigênio (O 2 ); ou pode ser heteronuclear, um composto químico constituído por mais do que um elemento, por exemplo, água (dois átomos de hidrogénio e um átomo de oxigénio; H 2 O). Na teoria cinética dos gases, o termo molécula é geralmente utilizado para qualquer partícula gasosa, independentemente da sua composição. Isto flexibiliza a exigência de que uma molécula contenha dois ou mais átomos, uma vez que os gases nobres são átomos individuais.  Átomos e complexos ligados por interações não covalentes, como ligações de hidrogênio ou ligações iônicas, normalmente não são considerados moléculas únicas. 
Os conceitos semelhantes a moléculas são discutidos desde os tempos antigos, mas a investigação moderna sobre a natureza das moléculas e as suas ligações começou no século XVII. Refinado ao longo do tempo por cientistas como Robert Boyle, Amedeo Avogadro, Jean Perrin e Linus Pauling, o estudo das moléculas é hoje conhecido como física molecular ou química molecular. Isto exclui todos os metais, que se constituem por inúmeros átomos de um único elemento, todos ligados entre si mediante a ligação metálica e também todas as substâncias cujos átomos ligam-se mediante ligação iônica formando um agregado iônico e não moléculas, como o sal de cozinha, da lista de substâncias moleculares. A presença de um único átomo ligado via ligação iônica à estrutura impede que a mesma seja classificada como molécula, mesmo que os demais elementos ligados para formá-la o façam via ligações covalentes. Fora da lista encontram-se também, de forma evidente, as substâncias simples constituídas por elementos da coluna 8A (gases nobres), já que estas só possuem átomos não ligados uns aos outros em sua estrutura, ou quando em estado sólido (em temperaturas próximas ao zero absoluto), têm estes fracamente ligados entre si via atrações elétricas resultante de dipolos elétricos mutuamente induzidos, ligação em muito similar à iônica.
Rigorosamente, uma molécula corresponde a uma união entre dois ou mais átomos que, em termos de diagramas energéticos (energia potencial U em função da separação espacial de seus átomos), é representada por uma depressão suficiente para confinar pelo menos um estado vibracional (um estado ligante).

## Etimologia
De acordo com o Merriam-Webster e o Online Etymology Dictionary, a palavra "molécula" deriva do latim " moles " ou pequena unidade de massa. A palavra deriva do francês molécule (1678), do neolatim molecula, diminutivo do latim moles "massa, barreira". A palavra, que até o final do século XVIII era utilizada unicamente  na forma latina, tornou-se popular após passar a ser utilizada nas obras de filosofia de Descartes .  

## História
A definição de molécula evoluiu à medida que o conhecimento da estrutura das moléculas aumentou. As definições anteriores eram menos precisas, definindo as moléculas como as mais pequenas partículas de substâncias químicas puras que ainda retêm a sua composição e propriedades químicas.  Esta definição falha muitas vezes, uma vez que muitas substâncias na experiência ordinária, como rochas, sais e metais, são compostas de grandes redes cristalinas de átomos ou iões quimicamente ligados, mas não são constituídos por moléculas discretas.
O conceito moderno de moléculas pode ser rastreado até aos filósofos pré-científicos e gregos, como Leucipo e Demócrito, que argumentaram que todo o universo é composto de átomos e vazios . Por volta de 450 a.C., Empédocles imaginou elementos fundamentais ( fogo ) ), terra ( ), ar ( ) e água ( )) e "forças" de atração e repulsão permitindo que os elementos interajam.
Um quinto elemento, a quintessência incorruptível do éter, era considerado o bloco de construção fundamental dos corpos celestes. A visão de Leucipo e Empédocles, juntamente com o éter, foi aceita por Aristóteles e transmitida à Europa medieval e renascentista.
De forma mais concreta, no entanto, o conceito de agregados ou unidades de átomos ligados, ou seja, "moléculas", tem origem na hipótese de Robert Boyle, de 1661, descrita no seu famoso tratado "The Sceptical Chymist" (O Químico Cético), de que a matéria é composta de aglomerados de partículas e que a mudança química resulta do rearranjo dos aglomerados. Boyle defendia que os elementos básicos da matéria consistiam em vários tipos e tamanhos de partículas, denominadas "corpúsculos", que eram capazes de se organizar em grupos. Em 1789, William Higgins publicou opiniões sobre o que designou por combinações de partículas "definitivas", que prenunciaram o conceito de ligações de valência . Se, por exemplo, de acordo com Higgins, a força entre a partícula final de oxigénio e a partícula final de azoto fosse 6, então a intensidade da força seria dividida em conformidade, e de forma semelhante para as outras combinações de partículas finais.
Amedeo Avogadro criou a palavra "molécula". No seu artigo de 1811, "Ensaio sobre a determinação das massas relativas das moléculas elementares dos corpos", afirma essencialmente, ou seja, de acordo com A Breve História da Química de Partington, que: 
Em coordenação com estes conceitos, em 1833 o químico francês Marc Antoine Auguste Gaudin apresentou uma explicação clara da hipótese de Avogadro, em relação aos pesos atómicos, fazendo uso de "diagramas de volume", que mostram claramente geometrias moleculares semi-corretas, como uma molécula de água linear, e fórmulas moleculares corretas, como H 2 O:

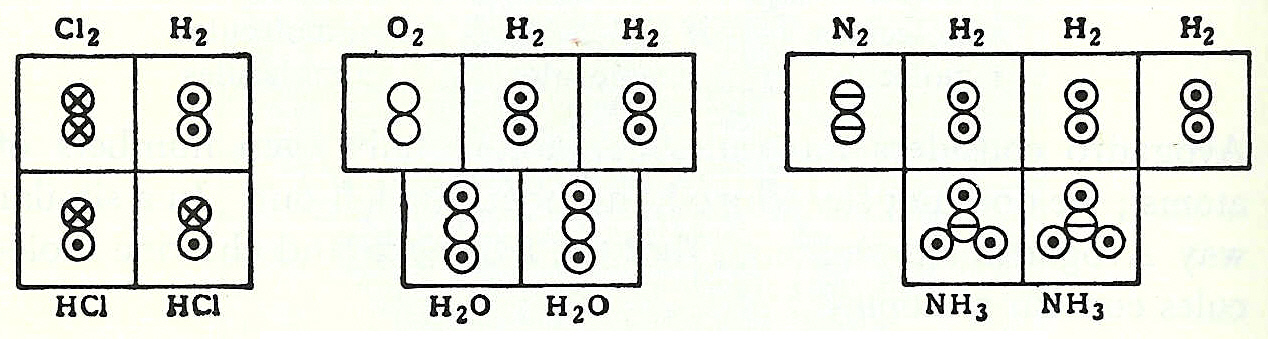
Diagramas de volume de moléculas na fase gasosa de Marc Antoine Auguste Gaudin (1833)

Em 1917, um desconhecido engenheiro químico americano chamado Linus Pauling estava a aprender o método de ligação gancho-e-olho de Dalton, que era a descrição predominante das ligações entre átomos na época. Pauling, no entanto, não ficou satisfeito com este método e procurou um novo método no campo emergente da física quântica. Em 1926, o físico francês Jean Perrin recebeu o Prêmio Nobel de física por provar, conclusivamente, a existência de moléculas. Ele fez isso calculando a constante de Avogadro utilizando três métodos diferentes, todos envolvendo sistemas de fase líquida. Primeiro, usou uma emulsão semelhante a sabão gamboge, segundo, fazendo trabalho experimental sobre movimento browniano, e terceiro, confirmando a teoria de Einstein sobre a rotação das partículas na fase líquida.
Em 1927, os físicos Fritz London e Walter Heitler aplicou a nova mecânica quântica para lidar com as forças saturáveis e não dinâmicas de atração e repulsão, ou seja, forças de troca, da molécula de hidrogénio. O tratamento da ligação de valência deste problema, no seu artigo conjunto, foi um marco, pois trouxe a química para a mecânica quântica. O seu trabalho influenciou Pauling, que tinha terminado de receber o seu doutoramento e tinha sido visitado por Heitler e Londres em Zurique com uma bolsa Guggenheim .
Posteriormente, em 1931, com base no trabalho de Heitler e London e nas teorias que se encontram no famoso artigo de Lewis, Pauling publicou o seu inovador artigo "A Natureza da Ligação Química", no qual usou a mecânica quântica para calcular propriedades e estruturas das moléculas, como ângulos entre ligações e rotação em torno de ligações. Com base nesses conceitos, Pauling desenvolveu a teoria da hibridização para explicar ligações em moléculas como CH4, na qual quatro orbitais hibridizados sp³ são sobrepostos pelo orbital 1s do hidrogênio, produzindo quatro ligações sigma (σ) . As quatro ligações têm o mesmo comprimento e força, o que produz uma estrutura molecular como a que se apresenta abaixo:

Uma apresentação esquemática de orbitais híbridos sobrepostos aos orbitais de hidrogênio

## Ciência molecular
A ciência molecular é chamada de química molecular ou física molecular, dependendo se o foco é a química ou a física. A química molecular trata das leis que regem a interação entre moléculas que resulta na formação e quebra de ligações químicas, enquanto a física molecular trata das leis que regem a sua estrutura e propriedades. Na prática, porém, esta distinção é vaga. Em ciências moleculares, uma molécula consiste em um sistema estável ( estado ligado ) composto de dois ou mais átomos. Íões poliatómicos podem por vezes ser utilmente consideradas moléculas eletricamente carregadas. O termo molécula instável é usado para espécies muito reativas, ou seja, conjuntos de curta duração (ressonâncias) de eletrões e núcleos, como radicais, íões moleculares, moléculas de Rydberg, estados de transição, complexos de van der Waals ou sistemas de átomos em colisão como no condensado de Bose–Einstein .

## Prevalência
As moléculas são comuns como componentes da matéria. Constituem também a maior parte dos oceanos e da atmosfera. A maioria das substâncias orgânicas são moléculas. A maioria das substâncias orgânicas são moléculas. As substâncias da vida são moléculas, por exemplo, as proteínas, os aminoácidos de que são constituídas, os ácidos nucleicos (ADN e ARN), os açúcares, os hidratos de carbono, as gorduras e as vitaminas. Os minerais nutrientes são geralmente compostos iónicos, pelo que não são moléculas, por exemplo, sulfato de ferro.
No entanto, a maioria das substâncias sólidas familiares na Terra são constituídas parcial ou totalmente por cristais ou compostos iónicos, que não são constituídos por moléculas. Isto inclui todos os minerais que constituem a substância da Terra, areia, argila, seixos, rochas, pedregulhos, leito rochoso, o interior derretido e o núcleo da Terra . Todos eles contêm muitas ligações químicas, mas não são constituídos por moléculas identificáveis.
Nenhuma molécula típica pode ser definida para sais nem para cristais covalentes, embora estes sejam frequentemente compostos de células unitárias repetidas que se estendem em um plano, por exemplo, grafeno ; ou tridimensionalmente, por exemplo, diamante, quartzo, cloreto de sódio . O tema da estrutura celular unitária repetida também se aplica à maioria dos metais que são fases condensadas com ligação metálica . Assim, os metais sólidos não são constituídos por moléculas. Em vidros, que são sólidos que existem num estado vítreo desordenado, os átomos são mantidos unidos por ligações químicas sem a presença de qualquer molécula definível, nem qualquer regularidade de repetição da estrutura celular unitária que caracteriza os sais, os cristais covalentes e os metais.

Uma ligação covalente formando H _{2} (direita) onde dois átomos de hidrogênio compartilham os dois elétrões

## Ligação molecular
Um antigo conceito diz que uma  molécula é a menor parte de uma substância que mantém suas características de composição e propriedades químicas, entretanto tem-se conhecimento atualmente que as propriedades químicas de uma substância não são determinadas por uma molécula isolada, mas por um conjunto mínimo destas.
Muitas substâncias familiares são feitas de moléculas (por exemplo açúcar, água, e a maioria dos gases) enquanto muitas outras substâncias igualmente familiares não são moleculares em sua estrutura (por exemplo sais, metais, e os gases nobres).
Quando iniciou-se o estudo e formulação da teoria atômica, era dado o nome de átomo a qualquer entidade química que poderia ser considerada fundamental e indivisível. As observações no comportamento dos gases levaram ao conceito de átomo como unidade básica da matéria e relacionada ao elemento químico, desta forma, houve uma distinção da molécula como "porção fundamental de todo composto", obtida pela união de vários átomos por ligações de natureza diferente. Na época do átomo de Dalton, os conceitos de átomo e molécula eram indistintos.
Basicamente, o átomo abriga em seu núcleo partículas elementares de carga elétrica positiva (prótons) e neutra (nêutrons), este núcleo atômico é rodeado por uma nuvem de elétrons em movimento contínuo (eletrosfera). A maioria dos elementos não são inertes, por isso, quando dois átomos se aproximam, há uma interação de natureza eletromagnética entre as nuvens eletrônicas e os núcleos dos respectivos átomos. As nuvens eletrônicas se rearranjam em torno dos núcleos de forma a minimizar a energia potencial do sistema formado pela união dos mesmos, e uma ligação química estabelece-se. Os átomos se ligam e formam agregados que podem ou não constituir moléculas dependendo da natureza da ligação química estabelecida. Quando há compartilhamento entre os núcleos de alguns de seus elétrons e estes elétrons permanecem em regiões espaciais bem definidas no espaço (nos orbitais) de forma a envolverem apenas os dois átomos em questão, tem-se uma ligação molecular. Quando há o confisco de elétrons de um átomo pelo outro, formam-se íons e tem-se uma ligação iônica. Na ligação metálica, elétrons são compartilhados, mas, ao contrário da ligação molecular, isto não se dá de forma localizada entre dois átomos vizinhos. Uma única nuvem de elétrons, com elétrons doados por todos os átomos, distribui-se sobre todos os átomos simultaneamente e de forma bem deslocalizada (o que confere as características de maleabilidade e ductibilidade aos metais).
A natureza de suas moléculas determina as propriedades químicas das substâncias moleculares. Estas dependem da natureza dos átomos que integram suas moléculas, da natureza e da intensidade da ligação estabelecida, orientação espacial destes, e também da inter-relação entre moléculas, que pode dar-se mediante vários mecanismos distintos, a saber por polarização induzida, por ligações por ponte de hidrogênio, e outros.
Uma ligação entre dois átomos de hidrogênio e um de oxigênio (H2O), forma uma molécula de água; uma ligação entre dois átomos de cada um desses mesmos elementos produz peróxido de hidrogênio (H2O2), vulgarmente chamado de água oxigenada, cujas propriedades são bem diferentes das da água.
Os átomos também se ligam em proporções idênticas, mas podem formar isômeros, que são moléculas diferentes. No álcool etílico (CH3CH2OH) e o éter metílico (CH3OCH3), é a diferença de arrumação dos átomos que estabelece ligações diferentes, moléculas diferentes, e, portanto, substâncias moleculares com propriedades diferentes.
A distribuição espacial dos átomos que formam uma molécula depende das propriedades químicas e do tamanho destes. Quando igualmente eletronegativos os átomos formam ligações classificadas como apolares. Moléculas com átomos cujas eletronegatividades sejam diferentes também podem formar moléculas apolares em função de uma distribuição simétrica destes átomos, mas em caso de ausência de simetria, as moléculas formadas serão polares.
Substâncias moleculares podem também, de forma similar às iônicas e aos metais, formar cristais. Cientistas criaram moléculas gigantes, do tamanho de bactérias, que podem ser úteis em futuros computadores quânticos.